# Алфавит для начального обучения
Алфавит для начального обучения (англ. Initial Teaching Alphabet, сокр. ITA или I.T.A.) — это начальный обучающий алфавит, который был изобретён Джеймсом Питманом, внуком изобретателя скорописи Питмана. Впервые он был использован в ряде британских школ в 1961 году и вскоре распространился в США и Австралии.
Он разработан для того, чтобы англоговорящим детям было легче научиться читать по-английски. Идея состоит в том, что дети сначала учатся читать с помощью ITA, а затем знакомятся со стандартной английской орфографией в возрасте семи лет. Мнения об эффективности I.T.A. расходятся, и он так и не стал основным инструментом обучения.

## Особенности
ITA состоит из 42 букв, 24 стандартных строчных латинских букв и ряда специальных букв, большинство из которых являются модифицированными латинскими.
Каждая буква представляет собой одну фонему.
Некоторые фонемы, представленные диграфами в традиционной орфографии, представлены лигатурами в ITA.

## Основные проблемы использования ITA
1. Оно основано на «Полученном произношении», поэтому людям с другим акцентом будет сложно его расшифровать;
2. Отсутствие письменных материалов и переход на традиционную орфографию, что для некоторых детей было затруднительно.

## Алфавит
Сравнение ITA и МФА:
| МФА (IPA) | æ | eɪ | ɔː | ɑː | b | k | d | ɛ | iː | f | ɡ | h | ɪ | aɪ |  |  |  |  |  |  |  |  |  |  |  |  |  |
| ITA       | a | æ  | ꜷ  | ɑ  | b | c | d | e |    | f | g | h | i | ꭡ  |  |  |  |  |  |  |  |  |  |  |  |  |  |